# Sericochroa multifida
Sericochroa multifida är en fjärilsart som beskrevs av William Schaus 1906. Sericochroa multifida ingår i släktet Sericochroa och familjen tandspinnare. Inga underarter finns listade i Catalogue of Life.